# Tượng đài quốc gia Hang Jewel
Jewel Cave National Monument tọa lạc ở bang South Dakota, Hoa Kỳ, là nơi có Hang Jewel, hiện nay là hang dài thứ ba thế giới với tổng chiều dài hơn 151,34 dặm (243,56 km) lối đi trong hang đã được lập bản đồ. Hang này có cự ly khoảng 13 dặm (21 km) về phía tây thị xã Custer ở Black Hills của South Dakota. Hang này được phát hiện năm 1900 và trở thành một national monument vào năm 1908.